# كان كيمورا
كان كيمورا (باليابانية: 木村幹؛ بالكانا: きむら かん) هو عالم سياسة ومؤرخ ياباني، ولد في 7 أبريل 1966 في Kawachi, Osaka ‏ في اليابان.